# جيف كولينز (سياسي)
جيف كولينز (بالإنجليزية: Jeff Collins)‏ هو سياسي أمريكي، ولد في 19 ديسمبر 1955 في روكي ماونت في الولايات المتحدة. نشط حزبياً في الحزب الجمهوري.